# 国際卓越研究大学の研究及び研究成果の活用のための体制の強化に関する法律
国際卓越研究大学の研究及び研究成果の活用のための体制の強化に関する法律（こくさいたくえつけんきゅうだいがくのけんきゅうおよびけんきゅうせいかのかつようのためのたいせいのきょうかにかんするほうりつ、令和4年5月25日法律第51号）は、国際卓越研究大学の認定と、国立研究開発法人科学技術振興機構（JST）による助成（「大学ファンド」）などに関する法律である。通称は国際卓越研究大学法。

## 概要
文部科学大臣による国際卓越研究大学の認定と、JSTが運用する10兆円規模の「大学ファンド」の運用益による同認定大学への支援などについてを定める。
2024年時点で、東北大学が国際卓越研究大学に認定されている。
国際卓越研究大学の認定には国立大学である必要はなく、公立大学や私立大学も応募可能である。

## 批判
大学の運営方針を決める際、外部委員の賛同を必要とすることから、大学の自治を侵害し、「御用機関化」が進行するのではないかという批判がある。